# Nížkovice
Nížkovice település Csehországban, Vyškovi járásban. Nížkovice Vážany nad Litavou, Hodějice, Slavkov u Brna, Kobeřice u Brna és Heršpice településekkel határos. Lakosainak száma 789 fő (2024. január 1.).

## Népesség
A település lakosságának változását az alábbi diagram mutatja:
| Lakosok száma | 654  | 862  | 922  | 926  | 820  | 659  | 690  | 696  | 750  | 789  |
|               | 1869 | 1900 | 1921 | 1961 | 1980 | 2011 | 2016 | 2019 | 2021 | 2024 |